# Freedom Trail

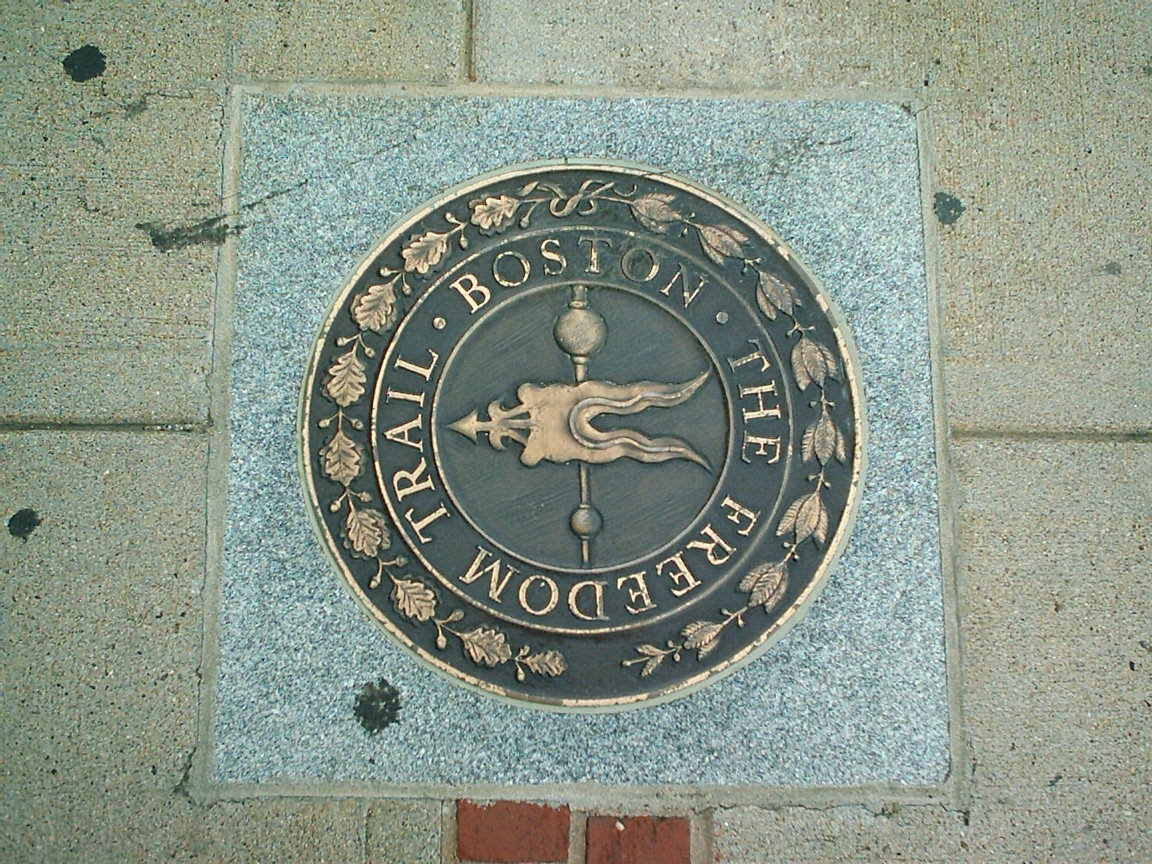
Endpunkt des Freedom Trail am Bunker Hill Monument.

Der Freedom Trail (engl. Freiheitspfad) ist eine etwa 4 km lange Besichtigungs-Route in Boston (Massachusetts, Vereinigte Staaten), die sechzehn historische Sehenswürdigkeiten verbindet. Der Themenpfad ist mit einer durchgezogenen roten Linie auf dem Boden markiert und führt vom Boston Common im Stadtzentrum durch die Innenstadt, über den Charles River im Norden nach Charlestown und endet dort am Bunker Hill Monument. Die zu Fuß zurückzulegende Strecke ist eine beliebte Touristenattraktion und erlaubt einen schnellen Überblick über das historische Boston.

## Offizielle Stationen
1. Boston Common, der älteste öffentliche Park der Vereinigten Staaten.
2. Massachusetts State House, der Sitz des Gouverneurs von Massachusetts.
3. Park Street Church, eine 1809 erbaute kongregationalistische Kirche, besonders bekannt wegen der hier gehaltenen Brandrede William Lloyd Garrisons gegen die Sklaverei.
4. Granary Burying Ground, ein Friedhof neben Park Street Church. Hier ist z. B. Samuel Adams beerdigt, einer der Unterzeichner der Unabhängigkeitserklärung, aber auch die Opfer des Massakers von Boston.
5. King’s Chapel, eine heute unitarische Kirche, deren Vorgängerbau aus kolonialer Zeit stammt, und # King’s Chapel Burying Ground, wo ebenfalls historische Persönlichkeiten aus Boston beerdigt sind, unter anderem einer der Passagiere der Mayflower.
6. Statue Benjamin Franklins und Standort der Boston Latin School als erste öffentliche Schule Amerikas.
7. Old Corner Bookstore, eines der ältesten Gebäude Bostons (erbaut 1718).
8. Old South Meeting House, eine zu Kolonialzeiten als Versammlungsort dienende Kirche. Hier wurde die Boston Tea Party geplant.
9. Old State House, das alte Rathaus von Boston.
10. Schauplatz des Massakers von Boston direkt am Old State House.
11. Faneuil Hall und Quincy Market
12. Das Wohnhaus von Paul Revere, einem amerikanischen Nationalhelden.
13. Old North Church, eine 1723 erbaute Kirche, von deren Turm am 18. April 1775 ein wichtiges Signal gegeben wurde, als Paul Revere seinen berühmten Mitternachtsritt unternahm.
14. Copp’s Hill Burying Ground ist ein Friedhof, der hoch über der Stadt auf einem Hügel liegt. Dieser diente den britischen Truppen als Ausgangspunkt bei der Schlacht von Bunker Hill.
15. Constitution, eine 1797 vom Stapel gelaufene amerikanische Fregatte, das älteste noch schwimmende Kriegsschiff der Welt.
16. Das Bunker Hill Monument, das an eine wichtige Schlacht zu Beginn des Unabhängigkeitskrieges erinnert.

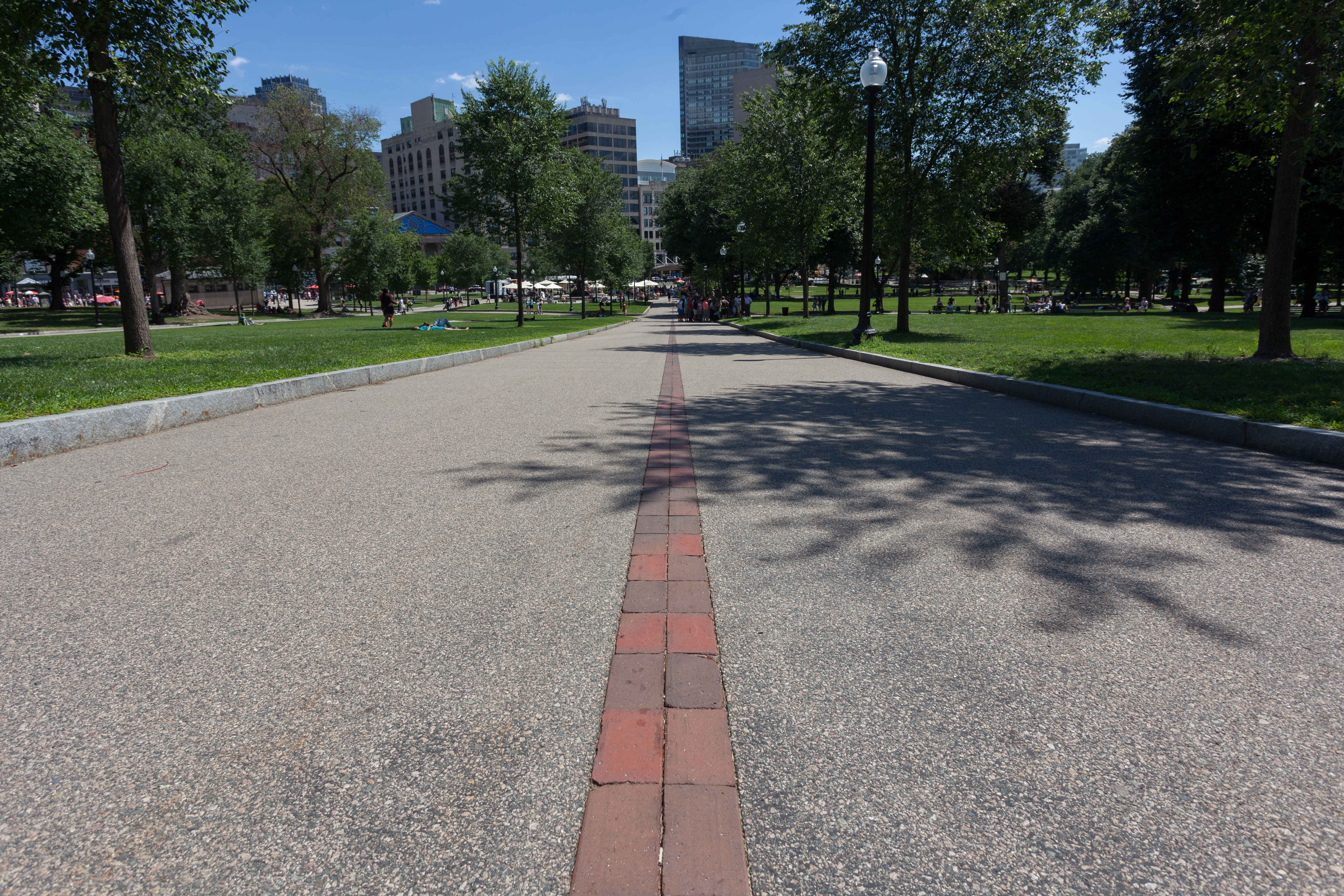
Die rote Linie des Freedom Trail
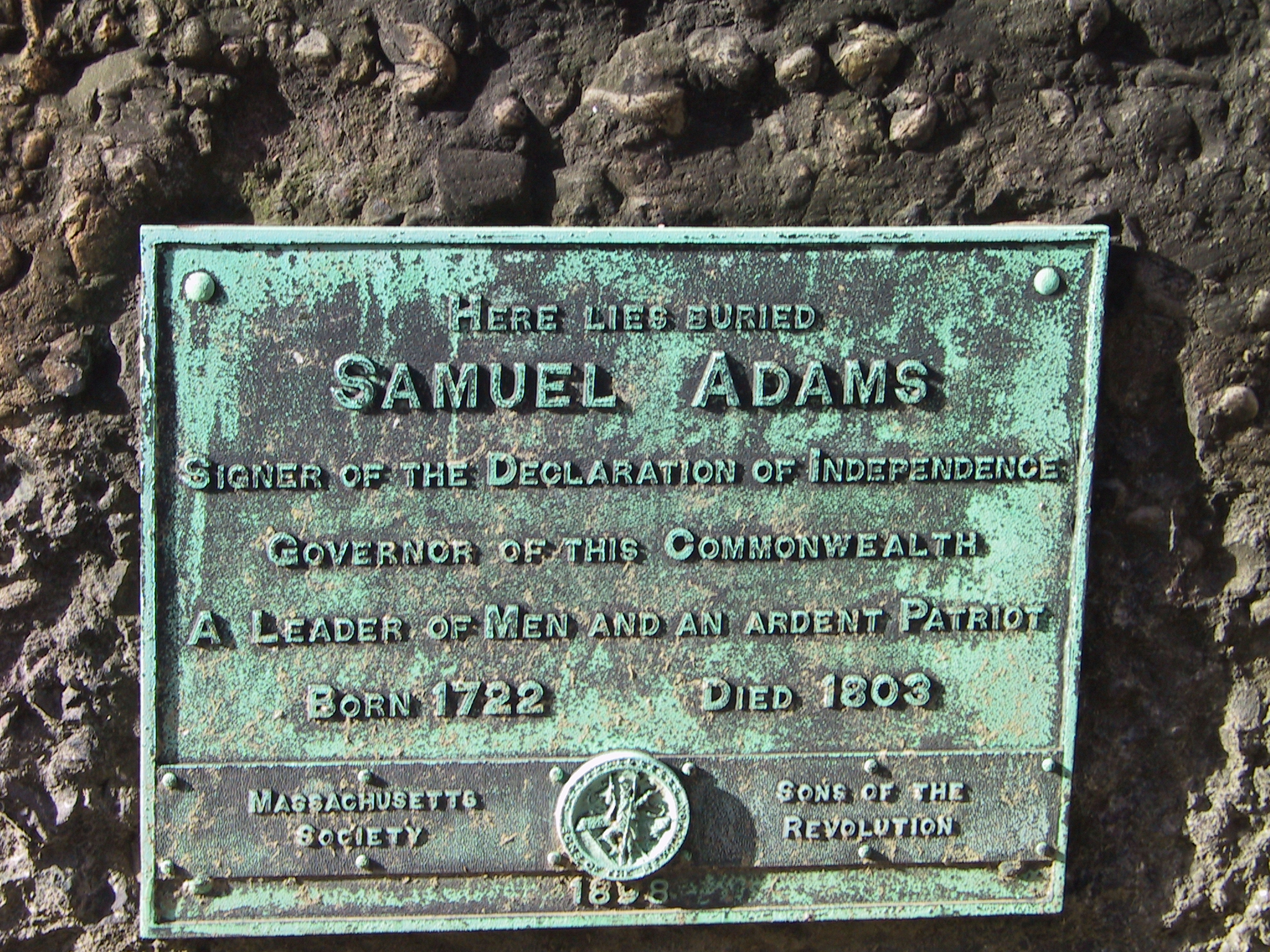
Das Grab von Samuel Adams auf dem Granary Burying Ground
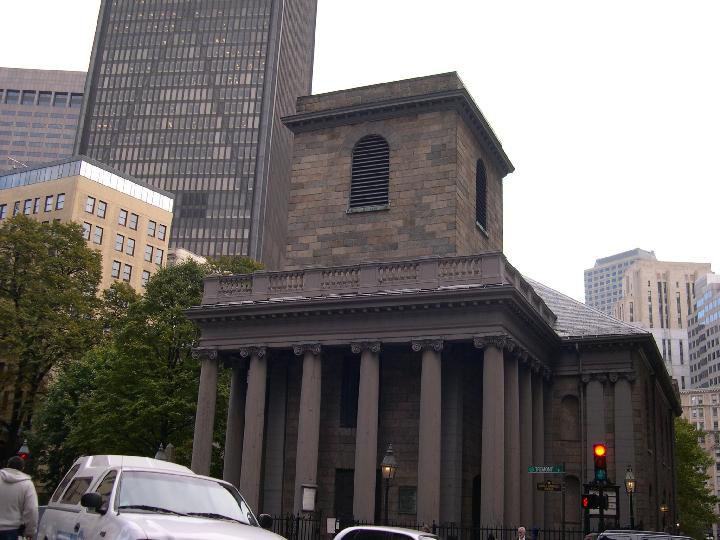
King’s Chapel
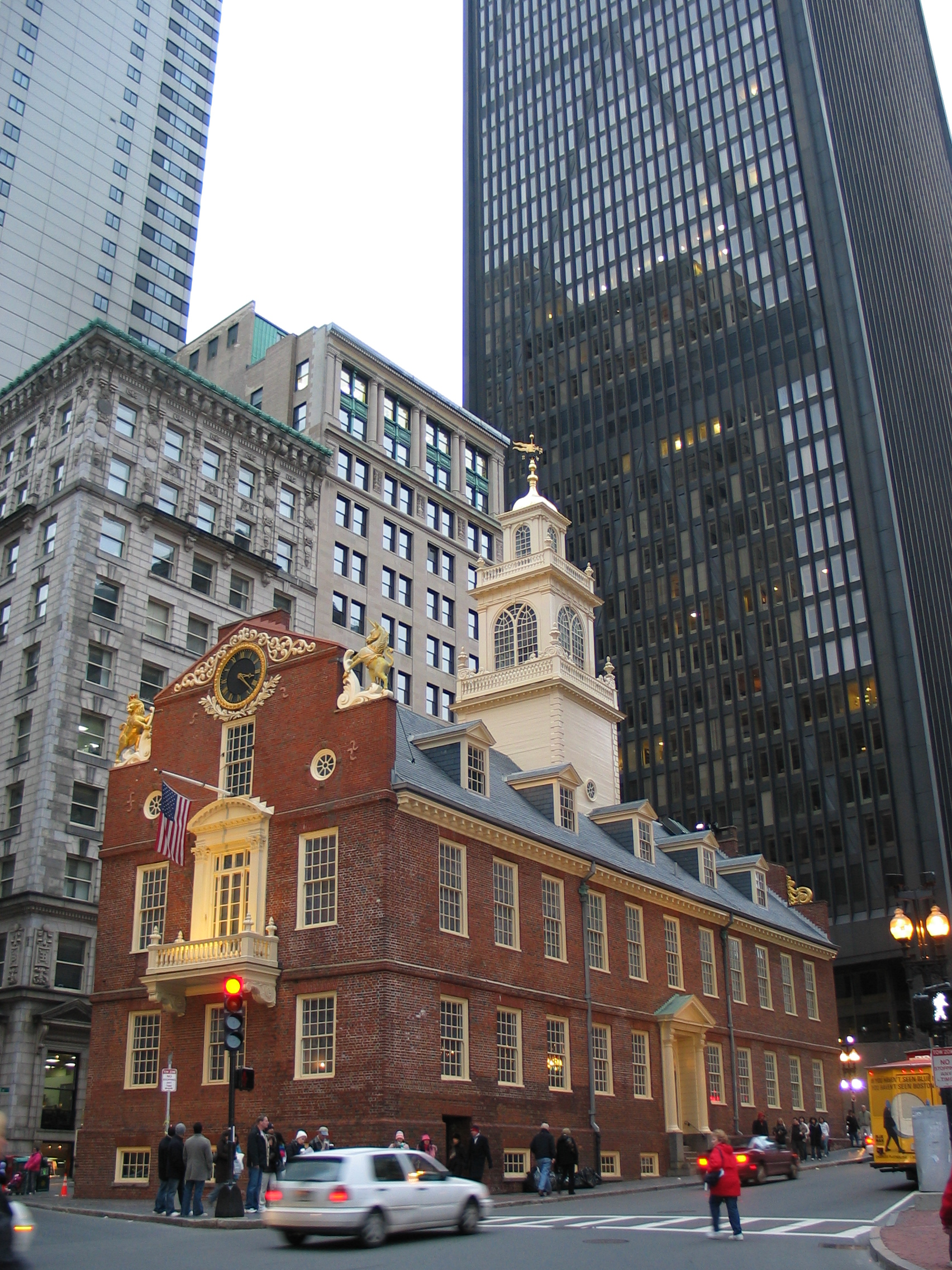
Old State House
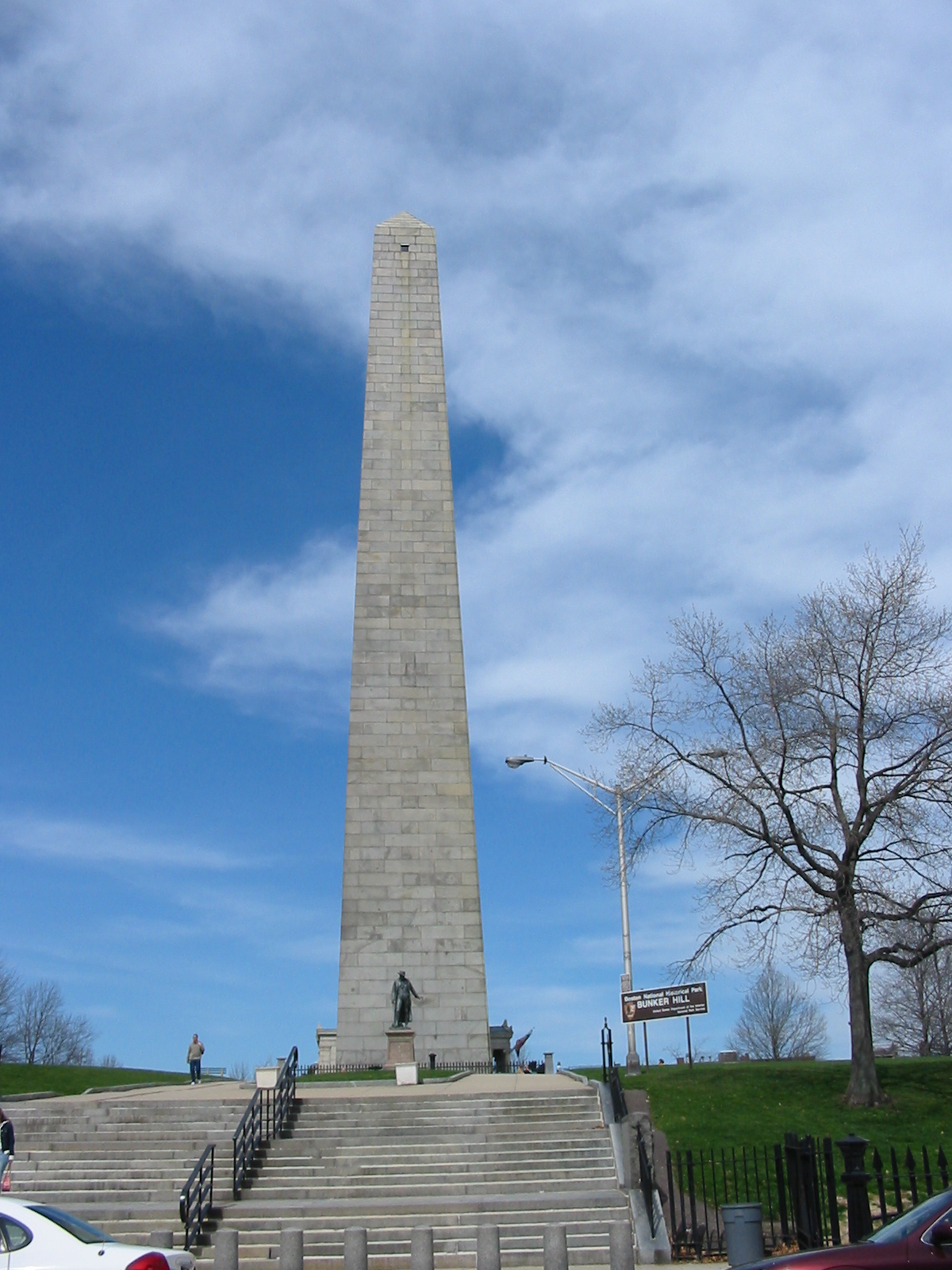
Bunker Hill Monument